# Vuglovec
Vuglovec is een plaats in de gemeente Ivanec in de Kroatische provincie Varaždin. De plaats telt 346 inwoners (2001).